# Desmond Richardson
Desmond Richardson (1969, Sumter, Carolina del Sur, Estados Unidos) es un bailarín estadounidense cofundador y codirector del grupo Complexions Contemporary Ballet, considerado uno de los más notables de su generación
Recibió una beca del Alvin Ailey American Dance Company y en 1986 el Presidential Scholar Award for the Arts.
Fue bailarín principal de Alvin Ailey entre 1987 y 1994, en 1997 se unió al American Ballet Theatre, el primer bailarín afroamericano en categoría de "Principal", elegido por Lar Lubovitch para protagonizar Othello
Ha actuado en Alemania, La Scala, Suecia, Australia y otras plazas. Actuó junto a Michael Jackson, Madonna y en el musical Fosse por el cual recibió una nominación al Premio Tony en 1999.
Actuó y bailó en el film Chicago.

## Premios
- Fiorello H. LaGuardia High School for the Performing Arts, Manhattan, NY, merit scholarship, 1982-83
- Alvin Ailey American Dance Center, merit scholarship, 1983-86
- International Academie des Tanz, Cologne, Germany, 1984-85
- Presidential Scholar Award for dance, 1986
- 71st Annual Academy Award life presentation,1992
- Complexions received New York Times Critics Choice Award, 1995
- Tony award nomination for role in Fosse, 1999.
- NFAA Award 2010[2]